# Coroa da Rainha Camila

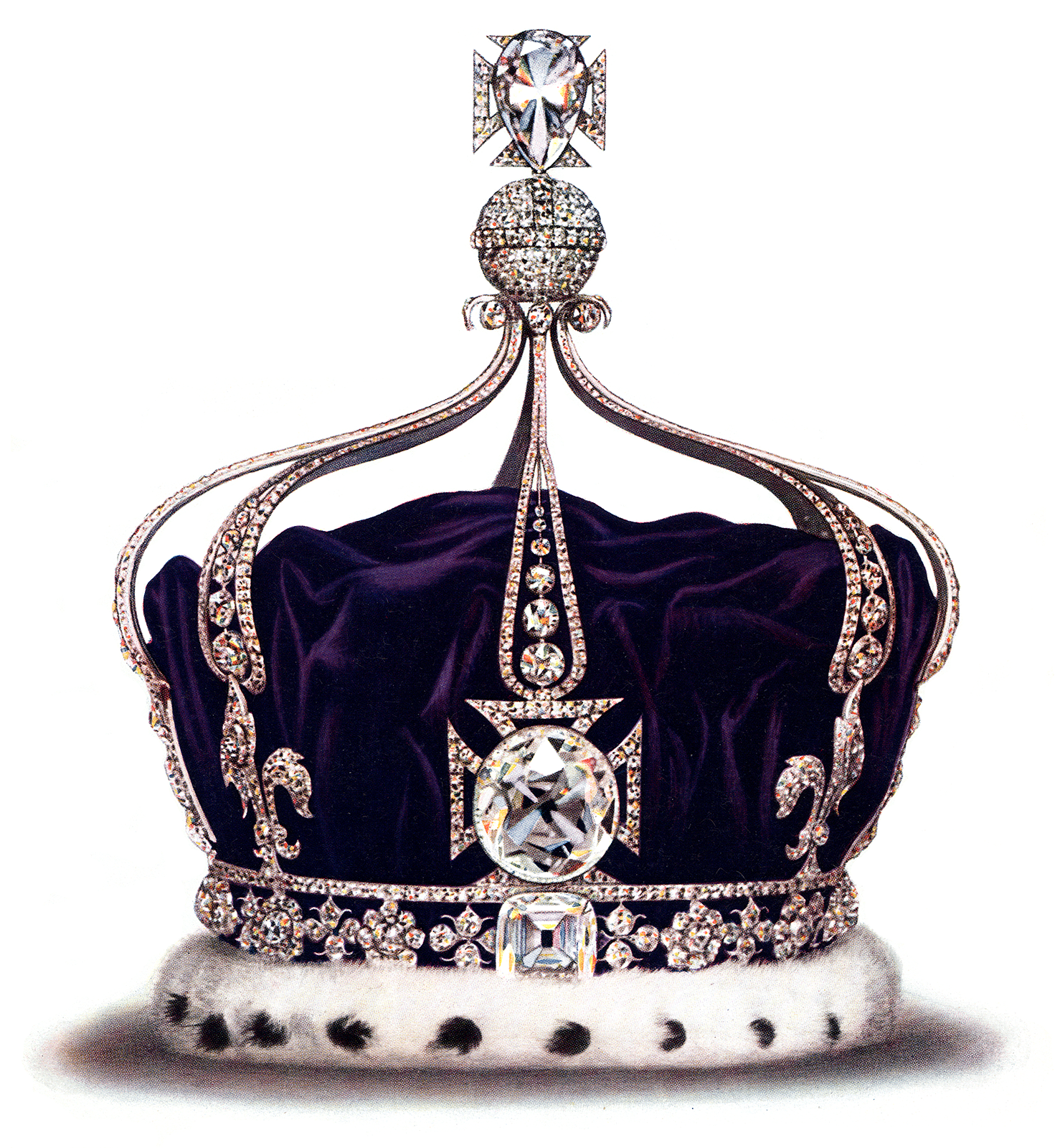
Fotografia da coroa em sua configuração original

A Coroa da Rainha Camila, conhecida até 2025 como Coroa da Rainha Maria, é uma coroa consorte que foi feita em 1911 para a rainha britânica Maria de Teck. Faz parte das Joias da Coroa do Reino Unido. Foi usado para coroar a rainha Camila em sua coroação com Carlos III em 6 de maio de 2023.

## Origem
Maria comprou a coroa de inspiração Art Déco da Garrard & Co. de seu próprio bolso, esperando que se tornasse uma herança usada pelo consorte da futura rainha. É um tanto incomum para uma coroa britânica, pois possui oito meios-arcos em vez dos mais típicos quatro meios-arcos ou dois arcos.
Tem 25 cm de altura e pesa 590 g. A coroa de prata dourada tem cerca de 2.200 diamantes de corte rosa e brilhante e originalmente continha o diamante Koh-i-Noor de 105,6 quilates (21,12 g), bem como o diamante Cullinan III de 94,4 quilates (18,88 g) e 63,6 -quilate (12,72 g) diamantes Cullinan IV.
Em 1914, esses diamantes foram substituídos por réplicas de cristal, e os arcos da coroa foram destacáveis para que pudessem ser usados como uma coroa aberta. Maria o usou assim depois que seu marido, Jorge V, morreu em 1936. As réplicas de cristal serão substituídas pelos diamantes para a coroação da rainha Camilla em 2023. Em 1937, ano da coroação de Jorge VI, Cullinan V foi adicionado ao coroa. Após a morte da rainha Maria em 1953, a coroa foi exposta na Torre de Londres.

## Rainha Camila
Em fevereiro de 2023, foi anunciado que a Coroa da Rainha Maria seria usada para coroar a rainha Camila, durante sua coroação com Carlos III em maio de 2023. As modificações planejadas incluem o reajuste da coroa com os diamantes Cullinan III, IV e V originais como uma homenagem à sogra de Camilla, Isabel II, que usava os diamantes como broches, removendo quatro de seus oito meios-arcos. O polêmico Koh-i-Noor permanecerá na Coroa da Rainha Isabel, a Rainha Mãe, após protestos do governo indiano.

## Galeria

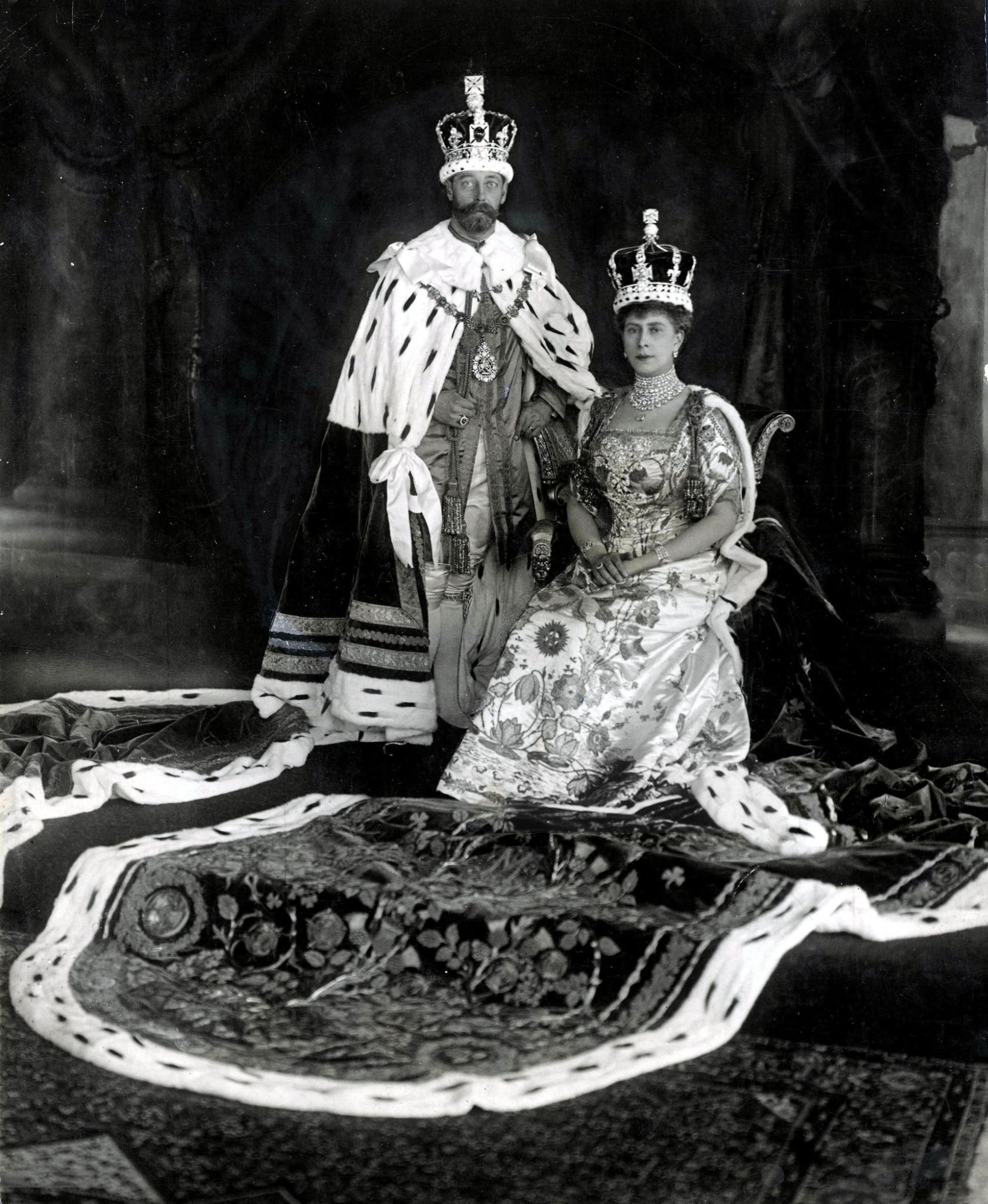
Rainha Maria usando a coroa em uma fotografia formal de coroação, 1911.
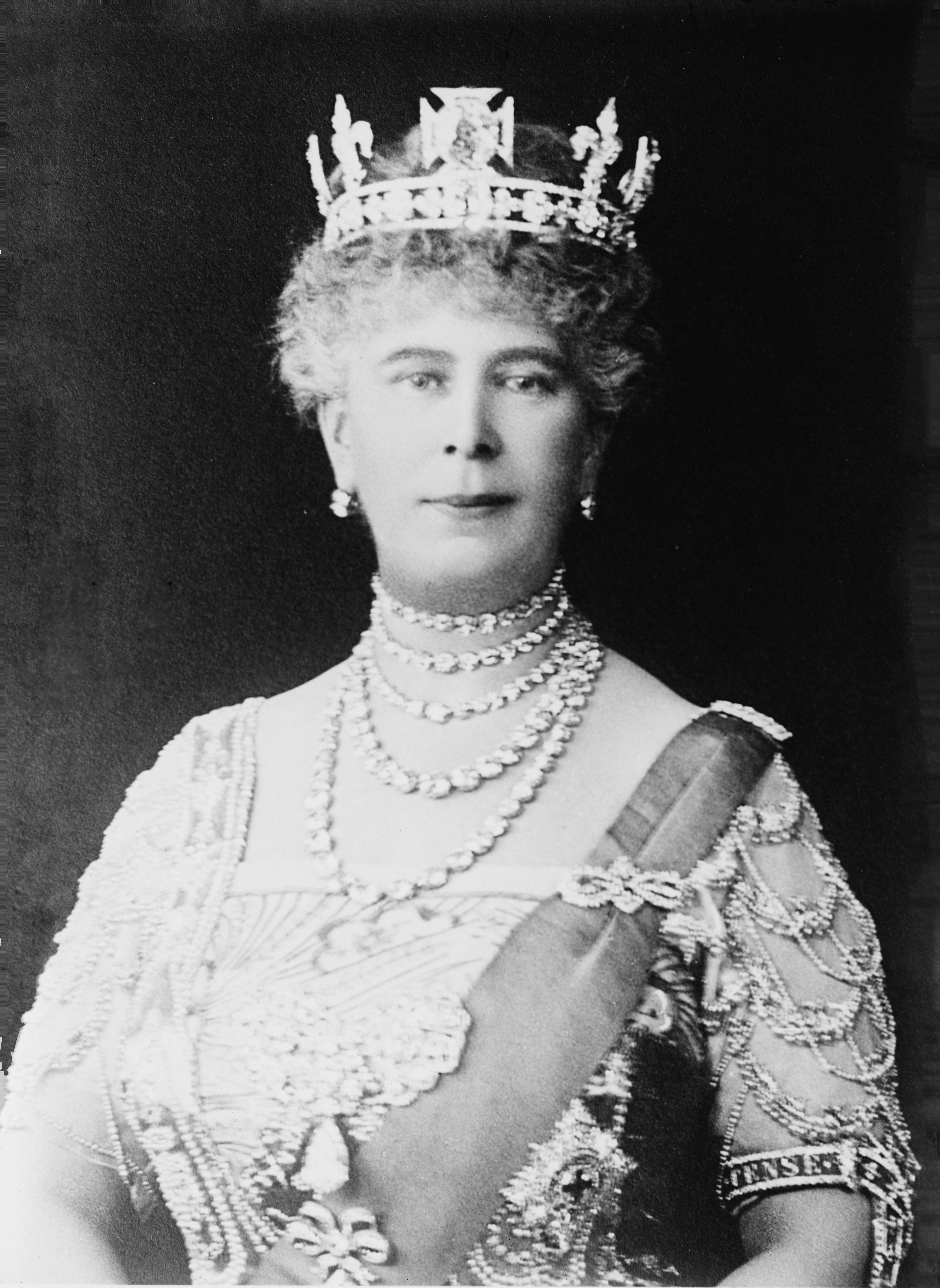
Rainha Maria usando a coroa sem arcos, 1923.
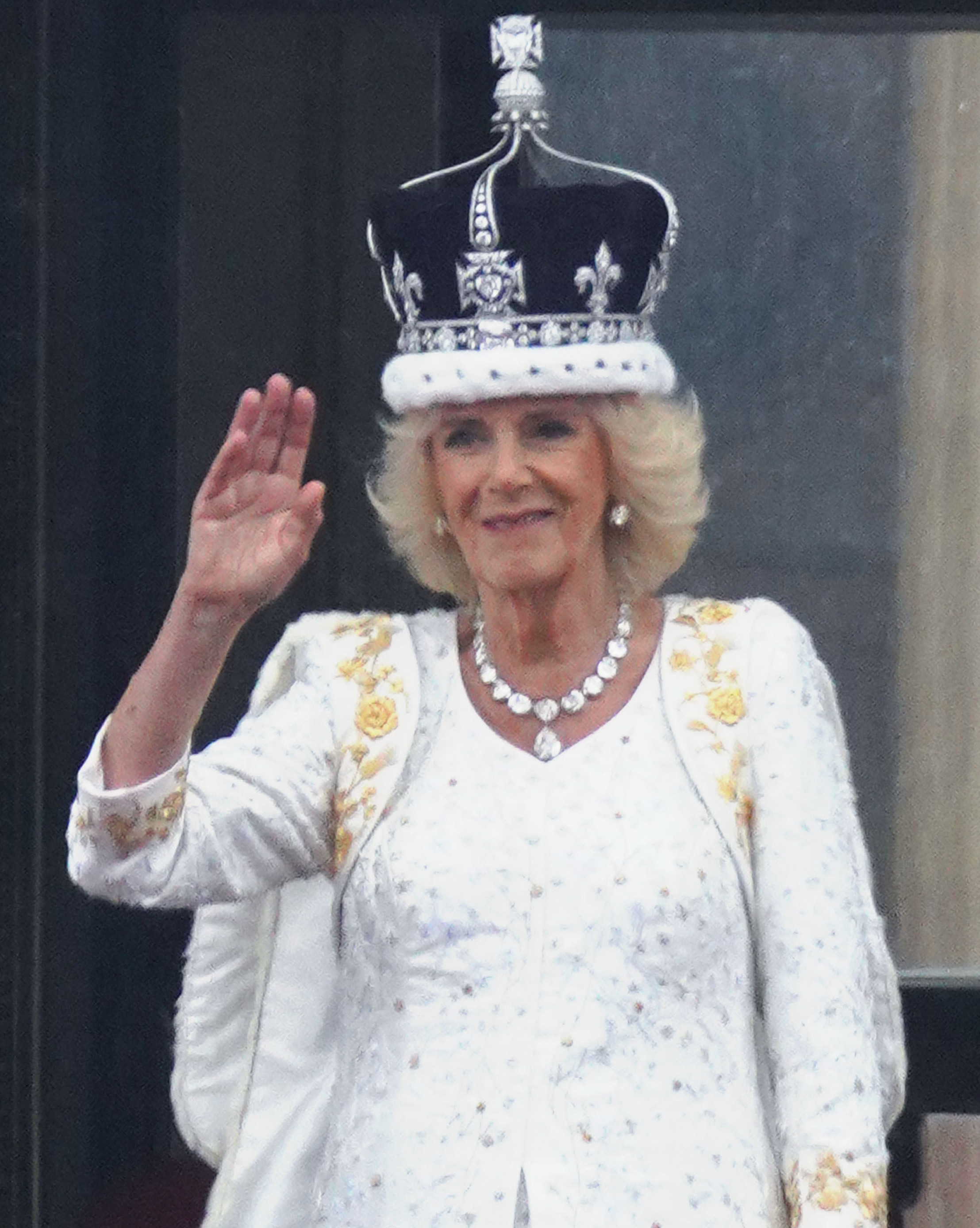
Rainha Camila usando a versão alterada da coroa em sua coroação, 2023